# Elaeagnus bockii
Elaeagnus bockii är en havtornsväxtart som beskrevs av Friedrich Ludwig Diels. Elaeagnus bockii ingår i släktet silverbuskar, och familjen havtornsväxter. Utöver nominatformen finns också underarten E. b. muliensis.